# 奥勒松
奥勒松（挪威語： 聆听ⓘ）是挪威的一个市镇，位于默勒-鲁姆斯达尔郡，行政中心为奥勒松镇。市镇面积为99平方公里，人口数量为66,258人（2020年），人口密度为每平方公里109.1人。

## 經濟

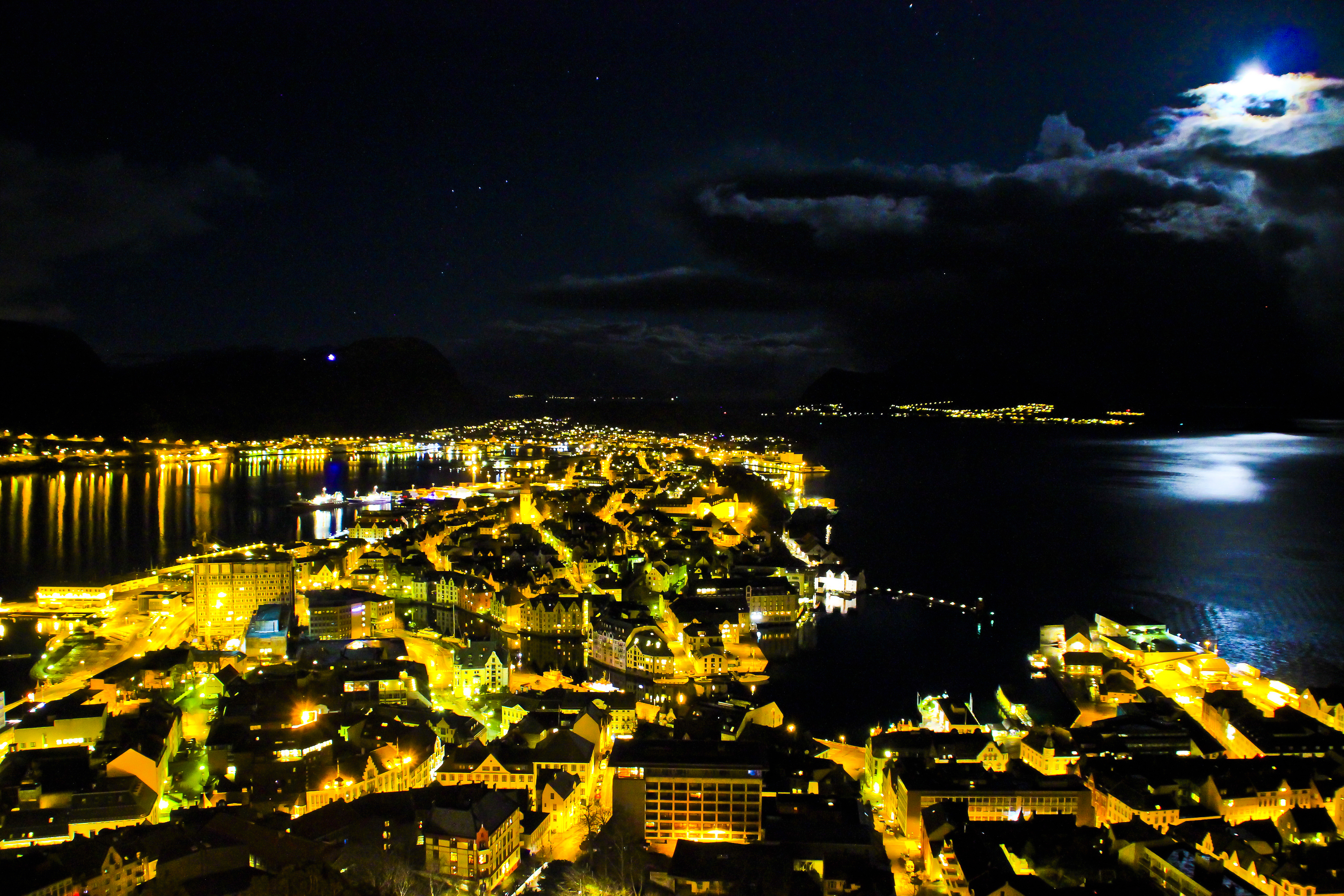
Aalesund (Norway) by night.

奧勒松鎮有挪威最重要的漁港，捕魚船隊是歐洲最現代化的漁船隊之一。奧勒松及其周邊地區有大型家具工業，生產一些著名的家居用品。1950年代至1960 年代，奧勒松是鯡魚漁業重要據點之一。
由於奧勒松與附近港口的大規模捕魚船隊，出現了大型造船和船舶設備工業。目前在奧勒松已無船廠製造新船，最後的船廠（  Liaaen Shipyard）轉型為修繕，並在1990年代開始改以離岸業務為主，改名 Liaaen Technology， 合併後於2007年改名 Strata Møre。鄰近的地區仍有下列船廠繼續營運：Vard、Ulstein Verft、 Kleven Maritime、 Havyard Group。
1970 年代北海發現石油，當地捕魚船隊船東抓住機會，改造漁船以服務於新生的石油勘探和生產行業。不久他們在當地船廠建造針對離案探勘興建了專用船隻，以符合北海石油探勘的需求。現在奧勒松與鄰近地區的經濟支柱是業界領先的離岸供應公司，例如 Farstad、 Bourbon、 Olympic、 Havila、 Rem。 隨著造船業的轉型，也出現了許多設備供應商：Rolls Royce、 Odim、 Sperre、 Optimar、 Ship Equip、 Jets 等等。
奧勒松以東是 Sykkylven 市，有Ekornes 的工廠，生產 StressLess 椅子等家具。奧勒松附近的村莊 Håhjem 是 Stokke 公司的總部。奧勒松港每天有兩班Hurtigruten 的輪船抵達。奧勒松是本地區的文化中心，靠近峽灣，也是旅遊勝地。Atlanterhavsparken 水族館是另一個旅遊景點。